# Auguštin
Auguštin  je priimek v Sloveniji, ki ga je po podatkih Statističnega urada Republike Slovenije na dan 1. januarja 2010 uporabljalo 150 oseb in je med vsemi priimki po pogostosti uporabe uvrščen na 2.982. mesto.